# Fehértó
Fehértó község Győr-Moson-Sopron vármegyében, a Győri járásban.

## Nevének eredete
A falu közelében található tó vize feltűnően fehér volt, innen a név: Fehértó.

## Fekvése
Magyarország északnyugati részén, Csornától 16 kilométerre északkeletre helyezkedik el.

### Megközelítése
A településen, annak főutcájaként a 8503-as út húzódik végig, kelet-nyugati irányban, közúton csak ezen közelíthető meg, Győrsövényház, Bezi és Markotabödöge felől is.
Az ország távolabbi részei felől a 85-ös főúton vagy az M85-ös autóúton közelíthető meg, Enesénél letérve a 8417-es, vagy Kónynál letérve a 8509-es út érintésével.
Vasútvonal nem érinti, a legközelebbi vasúti csatlakozási lehetőségeket a Győr–Sopron-vasútvonal Enese vasútállomása vagy Kóny vasútállomás kínálja.

## Története
A településről az első említést 1368-ból olvashatjuk. A 14. század végétől 1848-ig úrbéres község volt. 1945-ben megalakult a termelőszövetkezet, mely az 1990-es évek elejéig működött.

## Közélete

### Polgármesterei
- 1990–1994: Hajzer Marietta (független)[3]
- 1994–1998: Szalai Ferenc (független)[4]
- 1998–2002: Szalai Ferenc (független)[5]
- 2002–2006: Tóth Alice Erzsébet (független)[6]
- 2006–2010: Tóth Alice Erzsébet (független)[7]
- 2010–2014: Tóth Alice Erzsébet (független)[8]
- 2014–2019: Tóth Alice Erzsébet (független)[9]
- 2019–2024: Tóth Alice (független)[10]
- 2024– : Tóth Alice (független)[1]

## Népesség
A település népességének változása:
| Lakosok száma | 483  | 486  | 481  | 480  | 444  | 452  | 457  |
|               | 2013 | 2014 | 2015 | 2021 | 2022 | 2023 | 2024 |

A 2011-es népszámlálás során a lakosok 88%-a magyarnak, 3,3% németnek mondta magát (11,5% nem nyilatkozott; a kettős identitások miatt a végösszeg nagyobb lehet 100%-nál). A vallási megoszlás a következő volt: római katolikus 69,7%, református 1,3%, evangélikus 4,4%, görögkatolikus 1,1%, felekezeten kívüli 2,6% (20,3% nem nyilatkozott).
2022-ben a lakosság 88,5%-a vallotta magát magyarnak, 3,4% németnek, 0,9% szlováknak, 4,3% egyéb, nem hazai nemzetiségűnek (9,9% nem nyilatkozott; a kettős identitások miatt a végösszeg nagyobb lehet 100%-nál). Vallásuk szerint 51,8% volt római katolikus, 2,5% evangélikus, 1,6% református, 0,7% görög katolikus, 0,2% egyéb keresztény, 0,5% egyéb katolikus, 9,5% felekezeten kívüli (32,7% nem válaszolt).

## Látnivalók
- Római katolikus templom
- Mária-szobor a templomkertben